# Alfred Baillehache-Lamotte
Alfred Hilarion Henri Baillehache-Lamotte (Marseille 1870 - Paris 1922) est un collectionneur d'art français. 

## Biographie
Alfred Baillehache-Lamotte est le fils d'Henri Louis Baillehache-Lamotte, négociant à Marseille, et d'Anita Roux.
Il voyageait régulièrement en Inde, Égypte et Autriche. Il était le petit-neveu du collectionneur d'art Antoni Roux et a commencé à collectionner les œuvres de Moreau avant 1890. C'est à lui qu'on droit la première tentative de catalogue des œuvres de Gustave Moreau sous la forme d'un manuscrit appelé Nouveau catalogue de l'œuvre de Gustave Moreau remis à jour en 1915,.